# Restes prehistòriques de Païssa - Sa Pleta
Les restes prehistòriques de Païssa - Sa Pleta és un jaciment arqueològic situat al lloc anomenat Sa Pleta, de la possessió de Païssa del municipi de Llucmajor, Mallorca.
És un jaciment de grans dimensions, molt dispers sobre el terreny, i molt arrasat. S'hi localitzen diversos nuclis d'estructures consistents en algunes restes de filades, molt poques de les quals fa possible la identificació de la planta. S'hi localitza un forn de calç que es construí adossat a un mur prehistòric, el qual aprofiten quasi totes les filades. A prop d'aquest, hi ha dues cabanes, una es va construir amb grans ortostats recuperats del jaciment. A la part elevada del terreny és coberta de ceràmica de totes les èpoques.